# Huỳnh Thị Hằng Nga
Huỳnh Thị Hằng Nga (sinh ngày 28 tháng 8 năm 1982, người Khmer) là nữ Đại biểu Quốc hội nước Cộng hòa xã hội chủ nghĩa Việt Nam. Bà hiện là Tỉnh ủy viên, Bí thư Huyện ủy Càng Long, Trà Vinh, Ủy viên Ủy ban Văn hóa, Giáo dục của Quốc hội, Đại biểu Quốc hội khóa XV từ Trà Vinh. Bà từng là Ủy viên Ban Chấp hành Trung ương Đoàn Thanh niên Cộng sản Hồ Chí Minh, Bí thư Tỉnh đoàn Trà Vinh.
Huỳnh Thị Hằng Nga là đảng viên Đảng Cộng sản Việt Nam, học vị Thạc sĩ Luật, Cao cấp lý luận chính trị. Bà có sự nghiệp gần 20 năm công tác thanh niên, sau đó chuyển sang tổ chức Đảng địa phương ở Trà Vinh.

## Xuất thân và giáo dục
Huỳnh Thị Hằng Nga sinh ngày 28 tháng 8 năm 1982 tại xã Đôn Châu, huyện Duyên Hải, tỉnh Trà Vinh. Bà là người dân tộc Khmer, lớn lên và tốt nghiệp phổ thông ở Duyên Hải, theo học đại học tại Thành phố Hồ Chí Minh, tốt nghiệp Cử nhân Hành chính, sau đó tiếp tục học cao học và nhận bằng Thạc sĩ Luật Hiến pháp và Luật hành chính. Bà được kết nạp Đảng Cộng sản Việt Nam vào ngày 10 tháng 6 năm 2004, trở thành đảng viên chính thức sau đó 1 năm, từng theo học các khóa chính trị ở Học viện Chính trị Quốc gia Hồ Chí Minh và tốt nghiệp Cao cấp lý luận chính trị.

## Sự nghiệp
Tháng 10 năm 2002, Huỳnh Thị Hằng Nga bắt đầu sự nghiệp với việc tham gia công tác Đoàn Thanh niên Cộng sản Hồ Chí Minh, là Phó Bí thư Đoàn Thanh niên Phường 9, thị xã Trà Vinh, tỉnh Trà Vinh. Tháng 6 năm 2004, bà nhậm chức Bí thư Đoàn Phường 9, đồng thời được bầu làm Đảng ủy viên Đảng bộ Phường 9, đồng thời là Phó Bí thư Chi bộ Quân sự, Ủy viên Ban Chấp hành Thị đoàn Trà Vinh. Ba năm sau, bà được điều lên thị xã Trà Vinh làm Phó Bí thư Thị đoàn, đến tháng 3 năm 2010, khi thị xã được công nhận là thành phố thì bà giữ chức Phó Bí thư Thành đoàn, kiêm Chủ tịch Hội đồng đội thành phố. Tháng 10 năm này, bà được điều lên Tỉnh đoàn Trà Vinh, là Ủy viên Ban Chấp hành Tỉnh đoàn, Phó Ban Thanh thiếu nhi Trường học, rồi tiếp tục được bầu vào Ban Thường vụ Tỉnh đoàn từ tháng 5 năm 2011, là Chánh văn phòng Tỉnh đoàn, kiêm Chủ tịch Công đoàn cơ sở Tỉnh đoàn, Chi ủy viên Chi bộ cơ quan Tỉnh đoàn, Ủy viên Ban Chấp hành Hội Liên hiệp Phụ nữ tỉnh Trà Vinh từ tháng 9 cùng năm. Tháng 9 năm 2012, bà là Phó Bí thư thường trực Tỉnh đoàn, và Phó Bí thư chi bộ, rồi được bổ nhiệm làm Bí thư Tỉnh đoàn, và Ủy viên Ban Chấp hành Trung ương Đoàn từ tháng 1 năm 2014, ở tuổi 31.
Tháng 7 năm 2019, Huỳnh Thị Hằng Nga được bầu bổ sung vào Ban Chấp hành Đảng bộ tỉnh Trà Vinh khóa X, nhiệm kỳ 2015–2020, đến tháng 8 năm 2020 thì được bổ nhiệm làm Bí thư Huyện ủy Càng Long, tái đắc cử Tỉnh ủy viên tại Đại hội Đảng bộ tỉnh lần thứ XI, nhiệm kỳ 2020–2025. Sang 2021, bà được Ủy ban Mặt trận Tổ quốc Việt Nam tỉnh giới thiệu tham gia ứng cử đại biểu quốc hội từ Trà Vinh, bầu cử ở đơn vị bầu cử số 2 gồm thị xã Duyên Hải, huyện Châu Thành, Cầu Ngang, Trà Cú, Duyên Hải, rồi trúng cử Đại biểu Quốc hội khóa XV với tỷ lệ 66,20%. Nhiệm kỳ này bà cũng được phân công là Ủy viên Ủy ban Văn hóa, Giáo dục của Quốc hội.